# ابراز علاقه کردن (ترانه هیلاری داف)
«ابراز علاقه کردن» تک‌آهنگی از هنرمند اهل ایالات متحده آمریکا هیلاری داف است که در ۲۰ اکتبر ۲۰۰۸ منتشر شد.
این تک‌آهنگ در چارت‌های در رتبه اول و در چارت‌های ایتالیا جزو ده ترانه اول قرار گرفت.